# This Is Your Life
«This Is Your Life» es el quinto y último sencillo de la banda estadounidense de rock alternativo Switchfoot en su cuarto álbum The Beautiful Letdown. Fue lanzada en 21 de septiembre de 2004.
De los tres principales sencillos de radio liberadas por The Beautiful Letdown, esta canción fue el que menos éxito tuvo en las listas. También es el único sencillo de no tener el álbum un video musical creado para ello.

## Posiciones
| Listas                                        | Posición |
| --------------------------------------------- | -------- |
| US Modern Rock Tracks                         | #30      |
| US Hot Adult Top 40 Tracks                    | #36      |
| US Billboard Hot Christian Adult Contemporary | #9       |
| US Billboard Hot Christian Songs              | #9       |